# Poverty Point
Poverty Point – kompleks monumentalnych prehistorycznych konstrukcji ziemnych, położony w dolnym biegu rzeki Missisipi w parafii West Carroll w amerykańskim stanie Luizjana. Uznany za pomnik narodowy Stanów Zjednoczonych. W 2014 roku został wpisany na listę światowego dziedzictwa UNESCO.
Będący dziełem lokalnej kultury zbieracko-łowieckiej (nazywanej po angielsku Poverty Point culture) kompleks datowany jest na ok. 1700–1100 p.n.e. Składa się z sześciu kopców oraz otoczonego sześcioma koncentrycznymi nasypami ziemnymi placu ceremonialnego o powierzchni 35 akrów. Półkoliste nasypy mają po 25 m szerokości i 1–2 m wysokości, oddalone są od siebie o ok. 18 metrów. Najbardziej zewnętrzny z nich ma około 1300 m średnicy. Spośród sześciu kopców dwa (C i D) znajdują się w obrębie nasypów, trzy (A, B, E) na zewnątrz nich, zaś jeden w odległości około 2 km na północ od całego kompleksu. Największy kopiec, oznaczony literą A, liczy 23 m wysokości, zaś jego podstawa ma wymiary 216 na 195 m. Swoim kształtem przypomina ptaka. Przeznaczenie konstrukcji ziemnych z Poverty Point nie jest jasne, przypuszcza się, że mogły być rodzajem kalendarza astronomicznego. Kompleks wziął swoją nazwę od dawnej, położonej w pobliżu plantacji.
Kompleks Poverty Point ulokowany został w strategicznym miejscu, gdzie przecinały się lokalne szlaki wymiany handlowej. Do jego konstrukcji zużyto około 3500 m³ ziemi. Szacuje się, że przy budowie uczestniczyło około 1350 osób, które pracując przez 70 dni w roku wzniosłoby składające się nań konstrukcje ziemne w 3 lata. Apogeum rozwoju Poverty Point przypadło na około 1000 p.n.e. Liczyło ono wówczas szereg porozrzucanych na znacznym obszarze wokół kopców owalnych drewnianych chat o średnicy od 4 do 4,5 m, zamieszkanych przez blisko 5000 osób. Bogaty materiał archeologiczny zawiera wyroby ceramiczne oraz kamienne, z których znaczna część wykonana jest z importowanych z odległych ośrodków surowców, m.in. steatytu, miedzi, galeny, hematytu i piaskowca.